# آرباس
آرباس آتری معروف به آرباس کبیر دومین پسر آتروپات و سومین پادشاه آتروپاتکان و از خاندان آترو بود وی اغلب در میدان جنگ بود مادر وی ویانا اولین همسر آتروپات بود که توسط آنیسا همسر دوم آتروپات به قتل رسید آرباس و مادرش ویانا مورد لطف و توجه و فراوان و بیش از حد پدرش بودند و همین موجب خشم و نفرت و حسادت برادر او آرته بازان و بالخصوص مادرش آنیسا شده بود از این رو او از کودکی تا بزرگسالی با مشکلات فراوانی مواجه شد که اغلب اوقات پدر او او را از دام این مشکلات نجات داد با اینکه در گذشته رسم بود که پسر بزرگ پادشاه می‌شد اما احتمالاً آتروپات قصد داشت وی را جانشین خود کند از این رو از کودکی به دستور او آموزش‌هایی همچون فلسفه و شمشیربازی و نبرد و علم داده شد از این رو او در بزرگسالی مردی قوی بار آمد ولی برادر او آرته بازان در آموزش‌ها هیچ علاقه‌ای از خود نشان نمی‌داد و تنها در نبرد مهارت داشت از رو دیگر مادر آرته بازان یک یونانی الاصل بود و احتمالاً پادشاه دوست نداشت که جانشینش یک نیمه یونانی باشد با این حال کار آتروپات نیمه تمام ماند و یک هفته قبل از اعلام جانشینی آرباس در نبرد لاکسیاس جان خود را از دست داد بعد از این ماجرا آرته بازان از فرصت استفاده کرد و رسما تاجگذاری کرد ولی پادشاهی او مدت زیادی طول نکشید (حدوداً دو سال) زیرا مورد هجوم ارتش سلوکی قرار گرفت و از خود مقاومت زیادی نشان نداد و تابع سلوکیه شد او سرانجام به خاطر استفاده بیش از حد مشروب درگذشت آرباس از این فرصت استفاده کرد و قیام بزرگی علیه سلوکیه تشکیل داد و بعد از بیرون کردن سپاهیان سلوکی و گرفتن یک مراسم تدفین برای پدرش سه ماه بعد تاجگذاری کرد و خود را پادشاه آتروپاتکان خواند او با نبردهای متداولی علیه سلوکیان انجام داد و همچنین مانند پدرش هیچکدام از فرماندهان و مناطق سلوکی و یونانی‌نشین را به رسمیت نشناخت

## دوران بردگی
پس از به پادشاهی رسیدن آرته بازان او که از قدرتمند شدن آرباس می‌ترسید به دنبال بهانه‌ای بود تا او را سربه نیست کند زیرا در سلسله آترو برادرکشی بسیار زشت بود و حتی می‌توانست باعث شورش و سقوط یک پادشاه باشد از این رو او تعدادی سرباز ناشناس را مخفیانه به تورس (تبریز کنونی) فرستاد در همین هنگام به او پیغام داد که سلوکیان به آتروپاتکان حمله کردند و او به سرباز برای جنگ نیاز دارد آرباس هم بدون اطلاع از واقعیت ماجرا سربازان خود را برای او فرستاد و در قلعه او تعداد کمی سرباز باقی ماندند و در همین موقع سربازان ناشناس به قلعه حمله کردند و پس از اشغال قلعه او را دستگیر نموده و به آران بردند و در آنجا به عنوان یک برده فروختند این ضربه روحی بدی به او بود و دردهای زیادی را در اردوگاه کار متحمل شد اما وقتی اتفاقی پادشاه آران او را دیدید از او خوشش آمد و او را آزاد کرد و چون پادشاه آران پسری نیز نداشت با ازدواج او با دخترش این باعث به پادشاهی رسیدن او در آران نیز می‌شد

## آزادسازی آتروپاتکان
آرباس با کمک و پشتیبانی پادشاه آران پس از مرگ برادرش آرته بازان به علت زیاده روی در مصرف مشروب به آتروپاتکان رفت در آن زمان سلوکیان در حال مشورت برای انتخاب پادشاه و دست نشانده جدیدشان بودند قبل از اینکه یونانیان فکرش را بکنند آرباس سپاه بزرگی متشکل از نیروهای مردمی و سپاهیان آتروپاتکانی تحت سلطه سلوکی جمع‌آوری کرد و به جنگ با سلوکیان پرداخت این جنگ شش سال طول کشید به‌طوری‌که قسمت شرقی آتروپاتکان به دست آرباس افتاد و قسمت شرقی به دست یونانیان (سلوکیان) افتاد اما آرباس توانست درششمین سال نبرد بالاخره آرباس پس از تلاش‌های مداوم توانست تورس را تسخیر کند او ابتدا به خاطر استقامت تورس نمی‌توانست این شهر را تسخیر کند اما با کمک مردمان شهر تورس و حمایت آنان توانست شهر تورس را تصرف کرده و سپاهیان سلوکی را شکست بدهد او پس از این ه پاکسازی سلوکیان پرداخت و سپاهیان یونانی که درسراسر آتروپاتکان پراکنده بودند و به اذیت مردم می‌پرداختند را از آتروپاتکان بیرون کرد

## فتح آران
بعد از مرگ آخرین پادشاه آران آرباس چون داماد پادشاه آران بود و پادشاه اران فرزندی نیز نداشت آرباس خود را پادشاه قانونی آران می‌دانست اما خاندان پادشاه چنین نمی‌دانستند و سلطنت یک خارجی را قبول نداشتند آرباس سه بار به آنان اخطار داد و وقتی نتیجه‌ای نگرفت به آران حمله کرد و یک نبرد خونین بین آران و آتروپاتکان که روزگاری با همدیگر روابط بسیار گرمی داشتند درگرفت از طرفی تعدادی از آرانی‌ها طرفدار او بودند و سلطنت او را حق می‌دانستند در آن زمان که برده داری نیز در آران رواج داشت باعث شد تعداد زیادی از بردگان فرار کرده و به او پیوندد با اینکه ارتش دریایی وی در نبرد موفق نبود اما توانست آران را فتح کند که این جنگ برای آتروپاتکان سودهای فراوانی داشت به خاطر این نبرد آرباس گنجینه‌های بسیار زیاد و از همه مهم‌تر نیروی دریایی آران را که قوی‌ترین نیروی دریایی آن زمان بود به دست آورد همچنین اعتبار او بین مردم افزایش چشمگیری پیدا کرد

## فتح ارمنستان
پس از فتح آران آرباس قوی‌ترین ارتش را در اختیار داشت به علاوه اینکه از دو نقطه با ارمنستان هم‌مرز شده بود وی با سه ارتش از نقاط مختلف یکی از طرف آتروپاتکان یکی از طرف آران و یکی از طرف آران با نیروی دریایی به ارمنستان حمله کرد و ارمنیان خیلی زود در برابر او تسلیم شدند

## رفتار و منش
مورخان رومی او را صبور و دیر خشم و خونسرد و مهربان و جنگجو و دلسوز ذکر کرده‌اند با این حال معتقد بوده‌اند او با اینکه خیلی سخت از کسی کینه می‌گرفت ولی آن شخص را به راحتی نمی‌بخشید تأثیر گرفتن از رفتارهای مادرش ویانا نیز بی تأثیر نبود با اینکه او رفتار بسیار مهربانانه و آسان گیرانه برای مردمش داشت اما در مورد خانواده خود سختگیر بود و سعی می‌کرد پدر و همسری دلسوز و خشک باشد و از احترام کافی نزد خانواده اش برخوردار باشد

## مرگ
او هرگز دوست نداشت در تختخواب و به صورت طبیعی از دنیا برود و این را مایه ننگ و شرمساری می‌دانست که یک فرمانده در تختخواب از دنیا برود وی که در اواخر عمر به بیماری عجیبی مبتلا شده بود و پزشکان از درمان وی ناامید بودند پس وقتی دریافت که مرگش نزدیک است تصمیم گرفت از فرصت استفاده کند در آن زمان در ارمنستان و آران شورش بزرگی به پا شده بود با اینکه وضعیت او از لحاظ روانی و جسمی بسیار وخیم بود با تشکیل ارتشی به فرماندهی خود و پسر ارشدش به سمت آران و ارمنستان حرکت کرد ابتدا شوروش آران را سرکوب کرد و سپس در حالی که وضعش بدتر شده بود به سمت ارمنستان حرکت کرد فرماندهان او بارها از او درخواست کردند که به آتروپاتکان برگردد و استراحت کند و آن‌ها جنگ را ادامه دهند اما هربار این درخواست را رد می‌کرد و می‌گفت من که قرار است بمیرم پس بگذارید در جایی که لایقش هستم (میدان جنگ) بمیرم. پس از اینکه شوروش ارمنستان را نیز فرونشاند کار نیمه تمام خود یعنی جنگ با گرجستان را ادامه داد آتروپاتکان و گرجستان سال‌های بسیاری بود که در حال جنگ بودند و صدمات زیادی به هر دو طرف وارد شده بود ولی در این سال‌ها گرجستان تضعیف شده بود پس فرصت را مناسب دید و درحالی که وضعش بدتر شده بود به گرجستان حمله کرد و ارتش را به دو قسمت تقسیم کرد یکی به فرماندهی خودش ودیگری که به فرماندهی پسر ارشدش. آنان تا نیمی از گرجستان را به تصرف خود در آوردند ولی بالاخره آرباس به خاطر کمبود سپاه و وخیم بودن حالش و بدتر شدن بیماری اش در جنگ با گرجی‌ها کشته شد گرجی‌ها جسد او را برای پسرش که در حال جنگ با دیگر گرجی‌ها بود فرستادند تا روحیه خود و سربازانش تضعیف شود و به آتروپاتکان برگردند اما برخلاف فکر سربازان گرجی باعث خشونت بیشتر سربازان آتروپاتکان شد و سپاهیان او توانستند گرجستان را فتح کنند و برای انتقام پایتخت گرجستان را آتش زدند